# 波波洛門
41°54′41.63″N 12°28′33.54″E / 41.9115639°N 12.4759833°E
波波洛門（義大利語：Porta del Popolo）或弗拉米尼亚门（義大利語：Porta Flaminia）是位於義大利羅馬的一座奧勒良城牆的城門。現在的波波洛門由思道四世修建於1475年，位於古羅馬時期城門的原址上。在古羅馬時期，波波洛門是弗拉米尼亞大道上重要的交通節點，也是羅馬的北大門。

## 外部連結

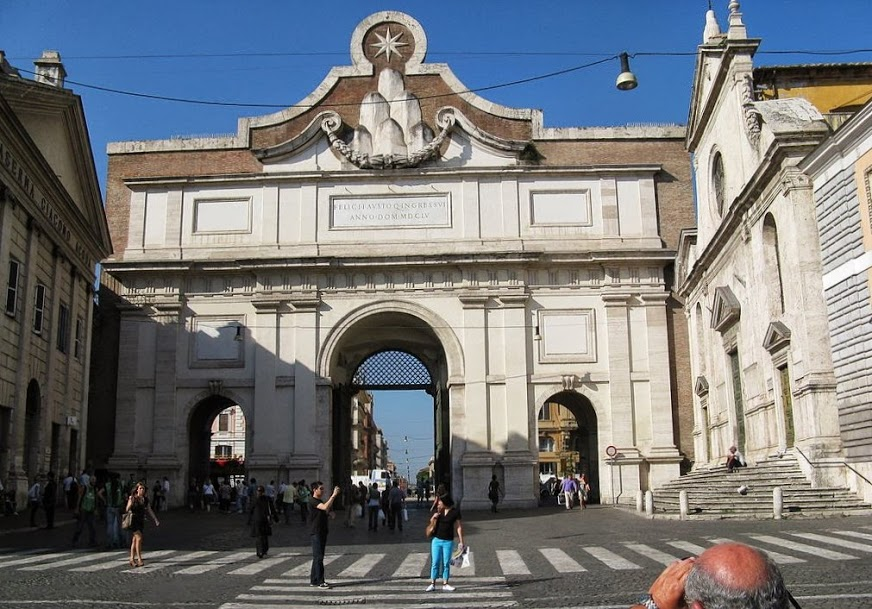
波波洛門

- Piazza del Popolo and Porta del Popolo （页面存档备份，存于）